# Andaspis indica
Andaspis indica är en insektsart som först beskrevs av Borchsenius 1967.  Andaspis indica ingår i släktet Andaspis och familjen pansarsköldlöss. Inga underarter finns listade i Catalogue of Life.